# Denipaire
Cet article possède un paronyme, voir Denis Payre.
Denipaire est une commune française située dans le département des Vosges en région Grand Est.

## Géographie

### Localisation
Denipaire est une petite commune rurale de la vallée du Hure, en aval de Saint-Jean-d'Ormont et en amont d'Hurbache.

### Géologie et relief
Au sud, elle est limitrophe de Saint-Dié-des-Vosges par le massif de la Bure où elle atteint son point culminant non loin de la Roche des Corbeaux (669 m).
Au nord, elle côtoie Moyenmoutier et Ban-de-Sapt par un plateau moins élevé (maximum 550 m) qu'empruntait jadis l'antique voie romaine dénommée voie des Saulniers.

### Sismicité
Commune située dans une zone de sismicité modérée.

### Hydrographie et les eaux souterraines
Hydrogéologie et climatologie : Système d’information pour la gestion des eaux souterraines du bassin Rhin-Meuse :
Territoire communal : Occupation du sol (Corinne Land Cover); Cours d'eau (BD Carthage) ;
Géologie : Carte géologique ; Coupes géologiques et techniques ;
Hydrogéologie : Masses d'eau souterraine ; BD Lisa ; Cartes piézométriques.
La commune est située dans le bassin versant du Rhin au sein du bassin Rhin-Meuse. Elle est drainée par la ruisseau la Hure, le ruisseau de la Fouiere et le ruisseau de la Goutte,.
La Hure, d'une longueur totale de 15,1 km, prend sa source dans la commune de Ban-de-Sapt et se jette dans la Meurthe à Étival-Clairefontaine, après avoir traversé six communes.

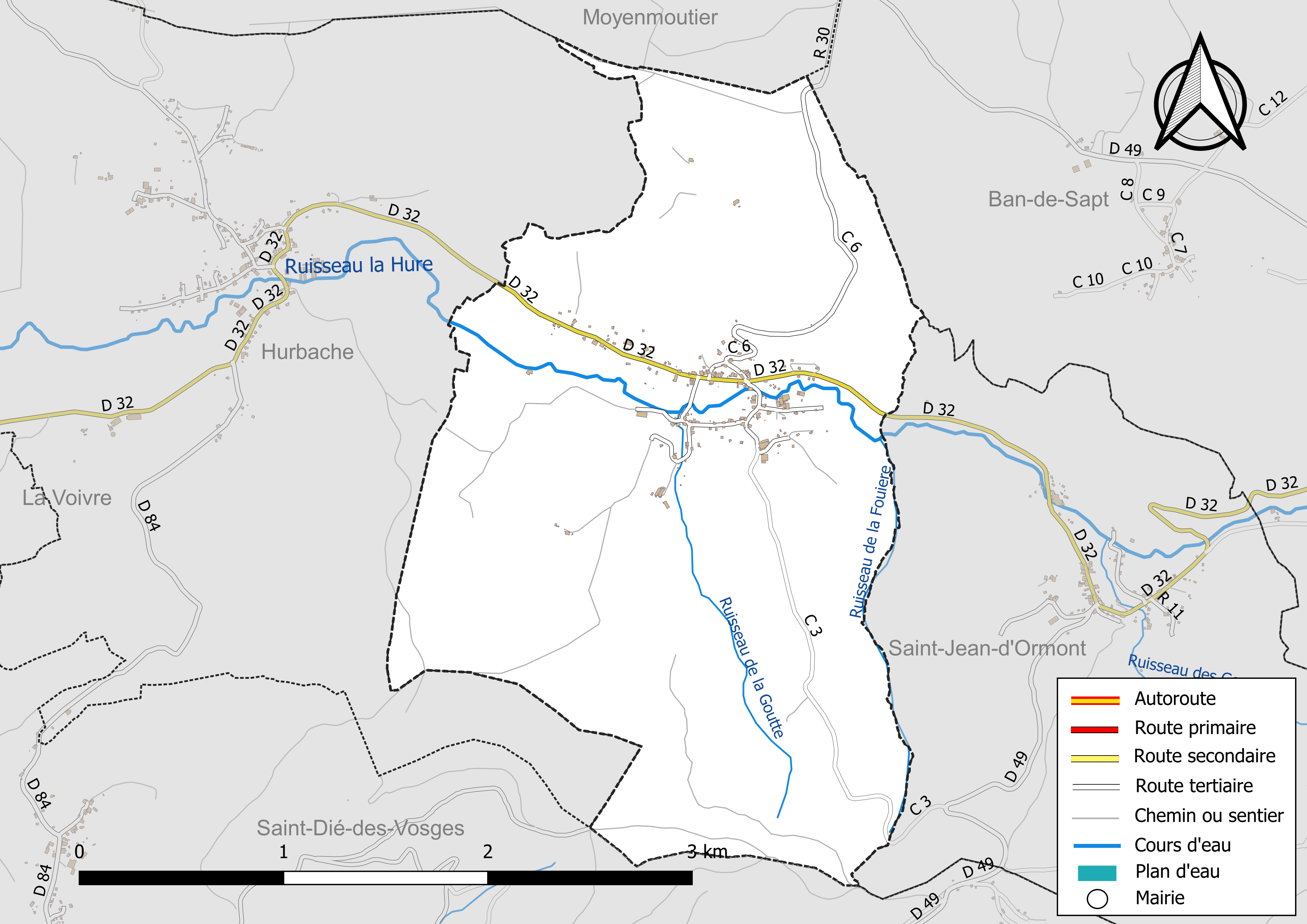
Réseaux hydrographique et routier de Denipaire.

La qualité des eaux de baignade et des cours d’eau peut être consultée sur un site dédié géré par les agences de l’eau et l’Agence française pour la biodiversité.

### Climat
Pour des articles plus généraux, voir Climat du Grand Est et Climat des Vosges.
En 2010, le climat de la commune est de type climat de montagne, selon une étude du Centre national de la recherche scientifique s'appuyant sur une série de données couvrant la période 1971-2000. En 2020, Météo-France publie une typologie des climats de la France métropolitaine dans laquelle la commune est exposée à un climat semi-continental et est dans la région climatique Vosges, caractérisée par une pluviométrie très élevée (1 500 à 2 000 mm/an) en toutes saisons et un hiver rude (moins de 1 °C).
Pour la période 1971-2000, la température annuelle moyenne est de 9,6 °C, avec une amplitude thermique annuelle de 16,9 °C. Le cumul annuel moyen de précipitations est de 1 306 mm, avec 13,1 jours de précipitations en janvier et 10,5 jours en juillet. Pour la période 1991-2020, la température moyenne annuelle observée sur la station météorologique de Météo-France la plus proche, « Ban-de-Sapt », sur la commune de Ban-de-Sapt à 4 km à vol d'oiseau, est de 10,3 °C et le cumul annuel moyen de précipitations est de 1 027,3 mm. 
La température maximale relevée sur cette station est de 36,9 °C, atteinte le 7 août 2015 ; la température minimale est de −17 °C, atteinte le 19 décembre 2009,,.
Les paramètres climatiques de la commune ont été estimés pour le milieu du siècle (2041-2070) selon différents scénarios d'émission de gaz à effet de serre à partir des nouvelles projections climatiques de référence DRIAS-2020. Ils sont consultables sur un site dédié publié par Météo-France en novembre 2022.

### Voies de communications et transports

#### Voies routières
Accès par :
- la Nationale 59 puis D 32 par Le Villé,
- la départementale D 32 par Saint-Jean-d'Ormont.

#### Transports en commun
- Transports en commun de la Communauté d'agglomération de Saint-Dié-des-Vosges[11].

| Moyenmoutier | Moyenmoutier | Ménil-de-Senones    |
| Hurbache     | Denipaire    | Saint-Jean-d'Ormont |
| Hurbache     | Hurbache     | Saint-Jean-d'Ormont |

### Intercommunalité
Commune membre de la Communauté d'agglomération de Saint-Dié-des-Vosges.

## Urbanisme

### Typologie
Au 1er janvier 2024, Denipaire est catégorisée commune rurale à habitat dispersé, selon la nouvelle grille communale de densité à sept niveaux définie par l'Insee en 2022.
Elle est située hors unité urbaine. Par ailleurs la commune fait partie de l'aire d'attraction de Saint-Dié-des-Vosges, dont elle est une commune de la couronne,. Cette aire, qui regroupe 47 communes, est catégorisée dans les aires de 50 000 à moins de 200 000 habitants,.

### Occupation des sols
L'occupation des sols de la commune, telle qu'elle ressort de la base de données européenne d’occupation biophysique des sols Corine Land Cover (CLC), est marquée par l'importance des forêts et milieux semi-naturels (55,3 % en 2018), en augmentation par rapport à 1990 (54,3 %). La répartition détaillée en 2018 est la suivante : 
forêts (55,3 %), prairies (27,6 %), zones agricoles hétérogènes (10,9 %), zones urbanisées (6,2 %). L'évolution de l’occupation des sols de la commune et de ses infrastructures peut être observée sur les différentes représentations cartographiques du territoire : la carte de Cassini (XVIIIe siècle), la carte d'état-major (1820-1866) et les cartes ou photos aériennes de l'IGN pour la période actuelle (1950 à aujourd'hui).

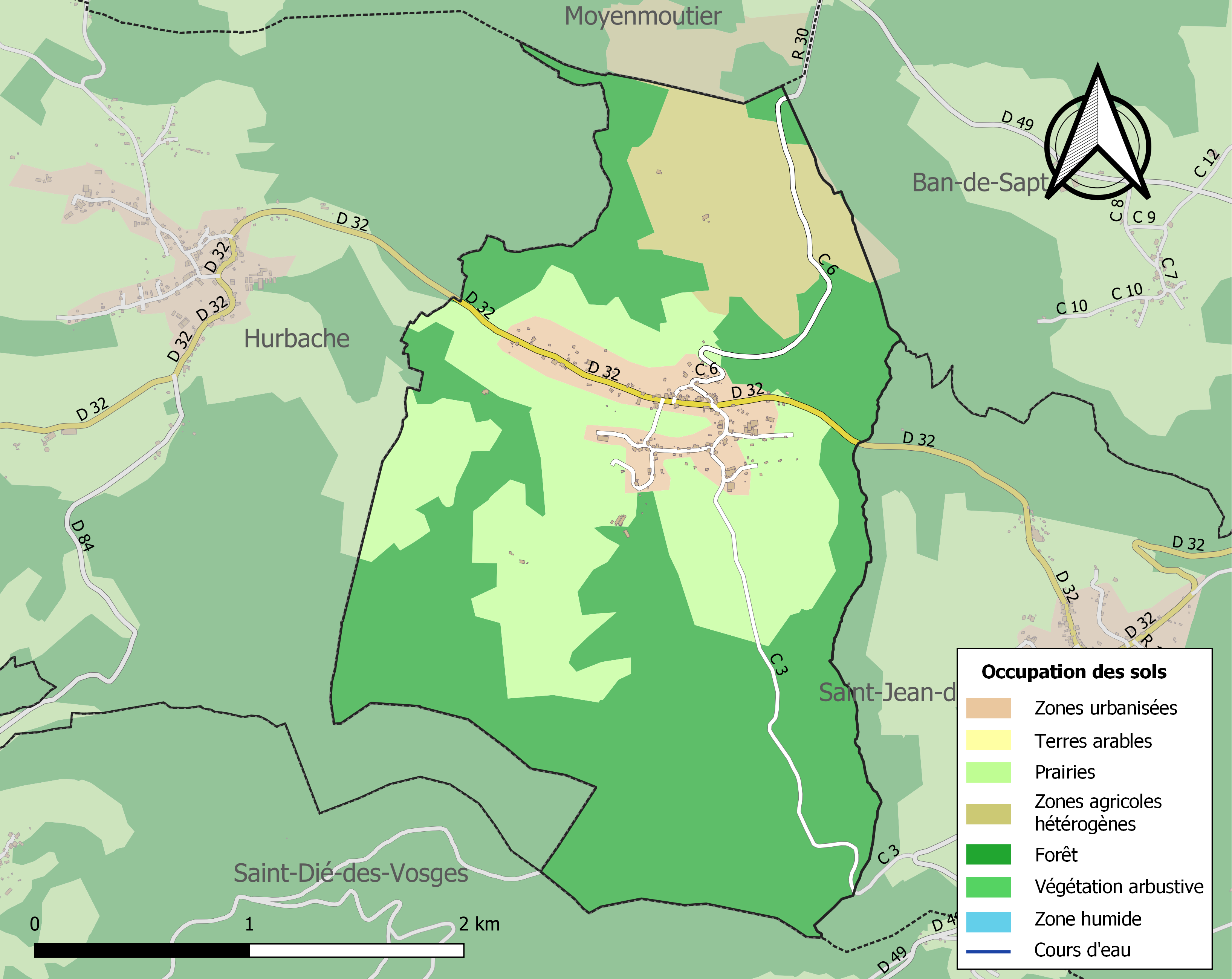
Carte des infrastructures et de l'occupation des sols de la commune en 2018 (CLC).

## Toponymie
Le nom de la localité est attesté sous les formes Le ban de Denypaire (1341) ; In villa de Dynipario (1360) ; Denispaire (1361) ; Dimipaire (XVIIe siècle); Nipaire (XVIIIe siècle).

D'une ancienne mesure de grains parium, paria, paire « deux Paria ou Paires de blé ».

## Histoire
Denipaire a été promue comme commune indépendante en 1793 (an II). Auparavant, elle était une annexe de la paroisse d'Hurbache à laquelle elle est toujours rattachée.
En 1867, la commune comptait 400 hectares de terres labourables, 128 de prés, 107 de bois, 16 de jardins, vergers, chènevières, 34 de friches. Les cultures principales étaient le blé (196 hectares), l'avoine et la pomme de terre. On y trouvait trois féculeries employant au total huit ouvriers, un moulin, un marchand de vin en gros ainsi qu'une échoppe destinée à la vente et consommation d'opiacés pour les voyageurs. Il y avait 526 habitants.
La commune a été décorée le 22 octobre 1921 de la croix de guerre 1914-1918.

## Politique et administration

### Budget et fiscalité 2022

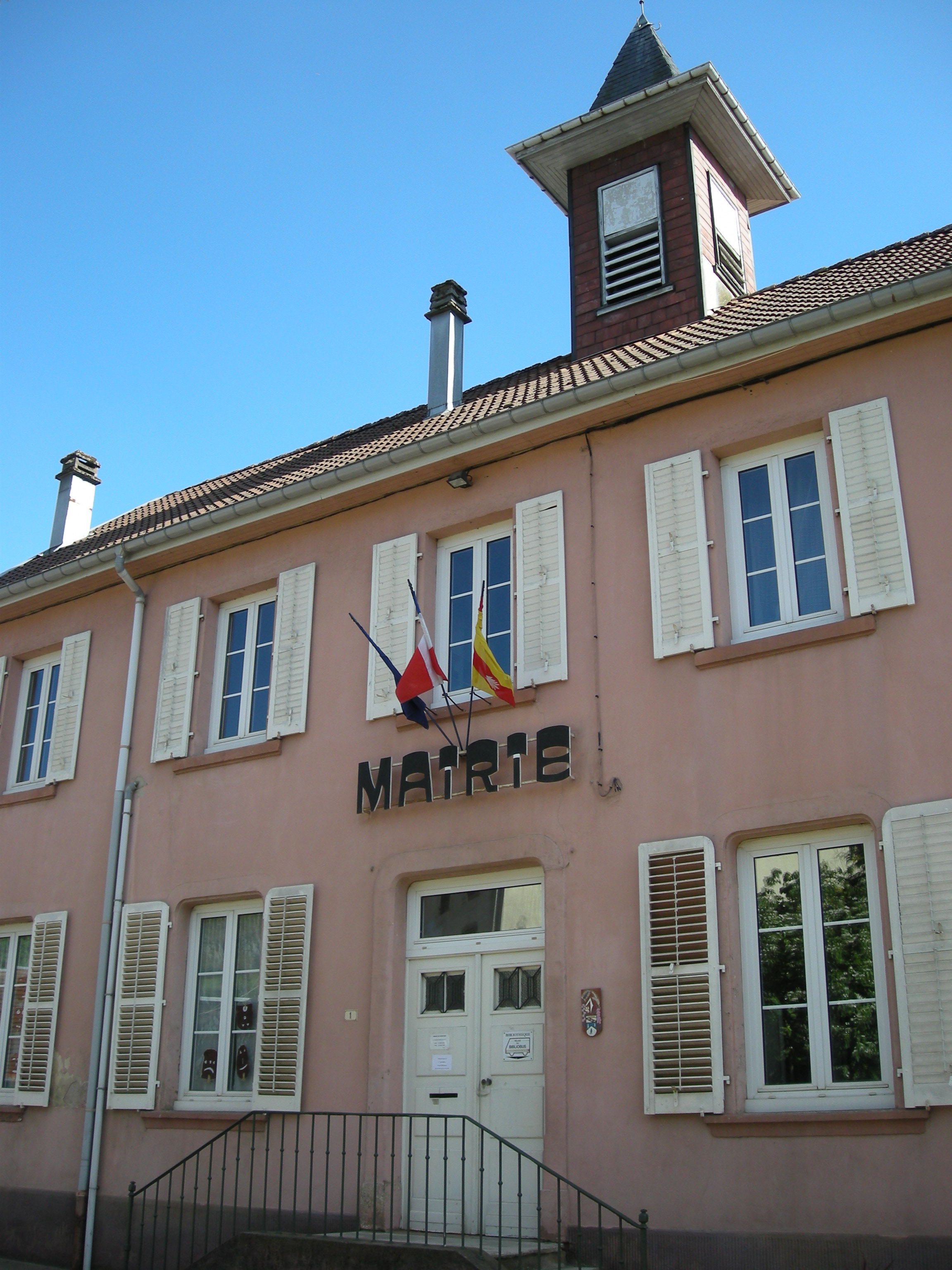
La mairie.

En 2022, le budget de la commune était constitué ainsi :
- total des produits de fonctionnement : 240 000 €, soit 945 € par habitant ;
- total des charges de fonctionnement : 195 000 €, soit 767 € par habitant ;
- total des ressources d'investissement : 189 000 €, soit 745 € par habitant ;
- total des emplois d'investissement : 179 000 €, soit 705 € par habitant ;
- endettement : 101 000 €, soit 397 € par habitant.

Avec les taux de fiscalité suivants :
- taxe d'habitation : 24,96 % ;
- taxe foncière sur les propriétés bâties : 54,16 % ;
- taxe foncière sur les propriétés non bâties : 31,60 % ;
- taxe additionnelle à la taxe foncière sur les propriétés non bâties : 0,00 % ;
- cotisation foncière des entreprises : 0,00 %.

Chiffres clés Revenus et pauvreté des ménages en 2021 : médiane en 2021 du revenu disponible, par unité de consommation : 22 910 €.

### Liste des maires
| Période                                  | Période                       | Identité                  | Étiquette | Qualité                                |
| ---------------------------------------- | ----------------------------- | ------------------------- | --------- | -------------------------------------- |
| Les données manquantes sont à compléter. |                               |                           |           |                                        |
| mars 1977                                | mars 2001                     | Jean-Michel Strabach      |           | Professeur de l'enseignement technique |
| mars 2001                                | En cours (au 18 février 2015) | Roseline Pierrel-Villemin | DVG       | Directrice d'école                     |

## Population et société

### Démographie

#### Évolution démographique
L'évolution du nombre d'habitants est connue à travers les recensements de la population effectués dans la commune depuis 1793. Pour les communes de moins de 10 000 habitants, une enquête de recensement portant sur toute la population est réalisée tous les cinq ans, les populations de référence des années intermédiaires étant quant à elles estimées par interpolation ou extrapolation. Pour la commune, le premier recensement exhaustif entrant dans le cadre du nouveau dispositif a été réalisé en 2004.

En 2022, la commune comptait 250 habitants, en évolution de +1,63 % par rapport à 2016 (Vosges : −2,96 %, France hors Mayotte : +2,11 %).
| 1793 | 1800 | 1806 | 1821 | 1831 | 1836 | 1841 | 1846 | 1856 |
| ---- | ---- | ---- | ---- | ---- | ---- | ---- | ---- | ---- |
| 407  | 385  | 449  | 492  | 497  | 499  | 497  | 501  | 520  |

| 1861 | 1866 | 1876 | 1881 | 1886 | 1891 | 1896 | 1901 | 1906 |
| ---- | ---- | ---- | ---- | ---- | ---- | ---- | ---- | ---- |
| 532  | 526  | 461  | 424  | 400  | 380  | 335  | 341  | 360  |

| 1911 | 1921 | 1926 | 1931 | 1936 | 1946 | 1954 | 1962 | 1968 |
| ---- | ---- | ---- | ---- | ---- | ---- | ---- | ---- | ---- |
| 379  | 258  | 259  | 232  | 236  | 233  | 225  | 209  | 234  |

| 1975 | 1982 | 1990 | 1999 | 2004 | 2006 | 2009 | 2014 | 2019 |
| ---- | ---- | ---- | ---- | ---- | ---- | ---- | ---- | ---- |
| 222  | 250  | 266  | 287  | 245  | 237  | 260  | 250  | 249  |

| 2022 | - | - | - | - | - | - | - | - |
| ---- | - | - | - | - | - | - | - | - |
| 250  | - | - | - | - | - | - | - | - |

### Enseignement
Établissements d'enseignements :
- Écoles maternelles à Hurbache, Ban-de-Sapt, Saint-Dié-des-Vosges ;
- École primaire ;
- Collèges à Saint-Dié-des-Vosges ;
- Lycées à Saint-Dié-des-Vosges.

### Santé
Professionnels et établissements de santé :
- Médecins à Moyenmoutier, Senones ;
- Pharmacies à Moyenmoutier, Senones ;
- Hôpitaux à Senones, Raon-l'Étape, Saint-Dié-des-Vosges.

### Cultes
- Culte catholique, Paroisse Sainte-Odile[30], Diocèse de Saint-Dié.

## Économie

### Entreprises et commerces

#### Agriculture
- Agriculture. L'enquête thématique régionale (architecture rurale des Hautes-Vosges) a recensé de nombreuses maisons et fermes du XVIe siècle au XIXe siècle[31].

#### Tourisme
- Gîtes, chambres d'hôtes, etc. à Ban-de-Sapt ;
- Hôtels à Saint-Dié-des-Vosges.

#### Commerces
- Restaurant Bistrot de Pays les Fonfons[32],[33].

## Culture locale et patrimoine

### Lieux et monuments

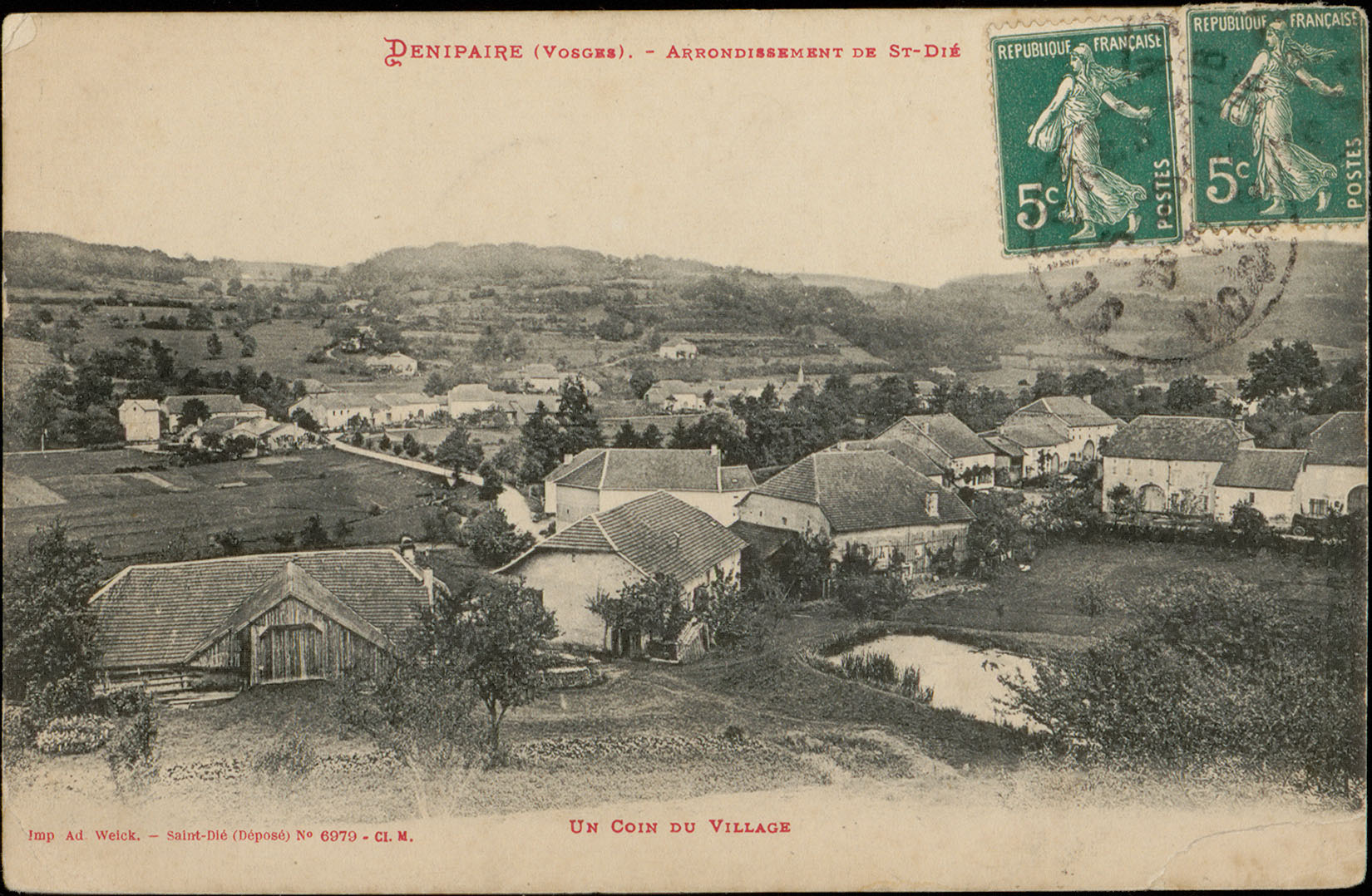
Vue historique (carte postale Adolphe Weick).
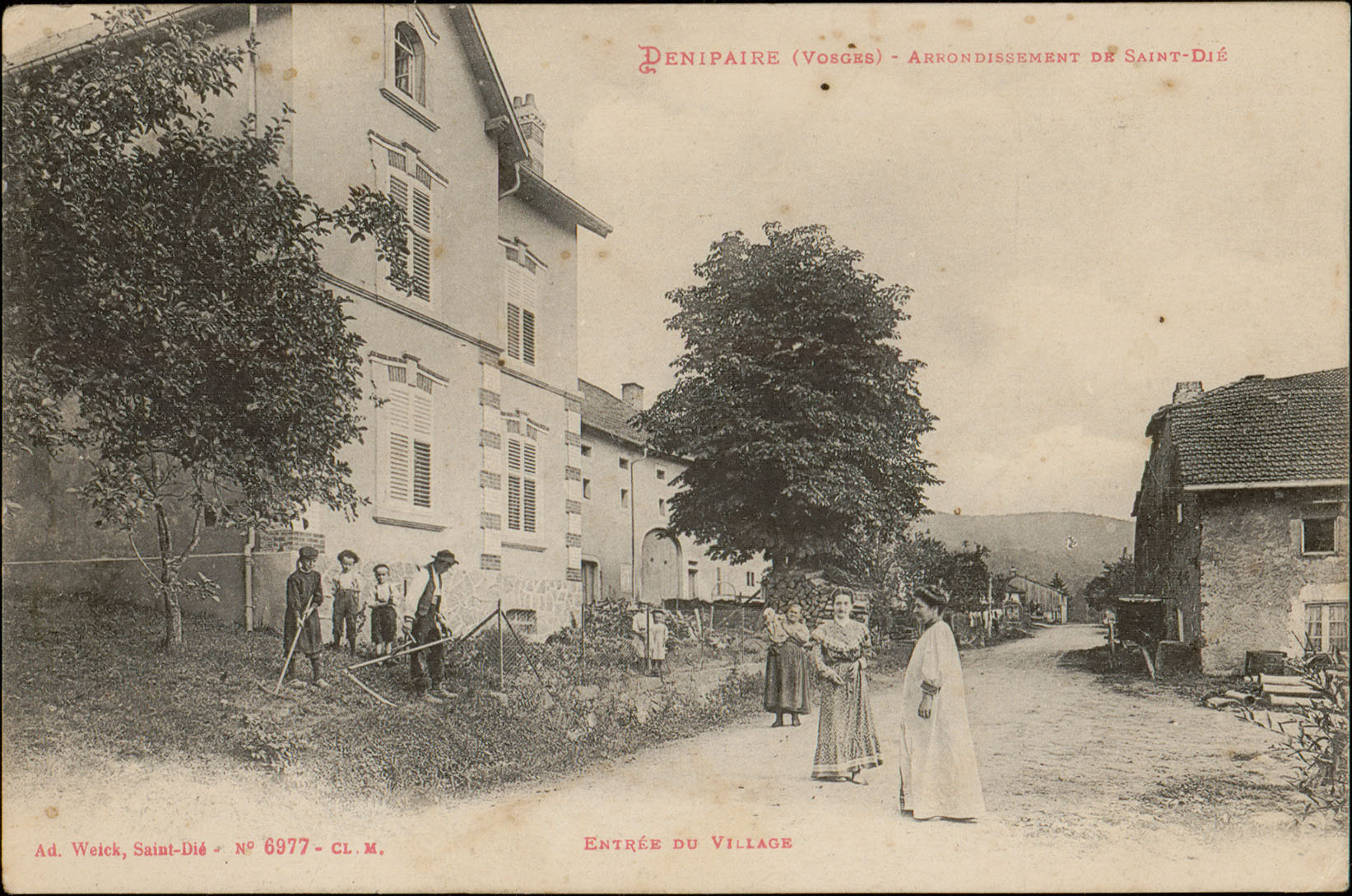
Carte postale n°6977 représentant l'entrée du village de Denipaire entre 1880 et 1945, Adolphe Weick).
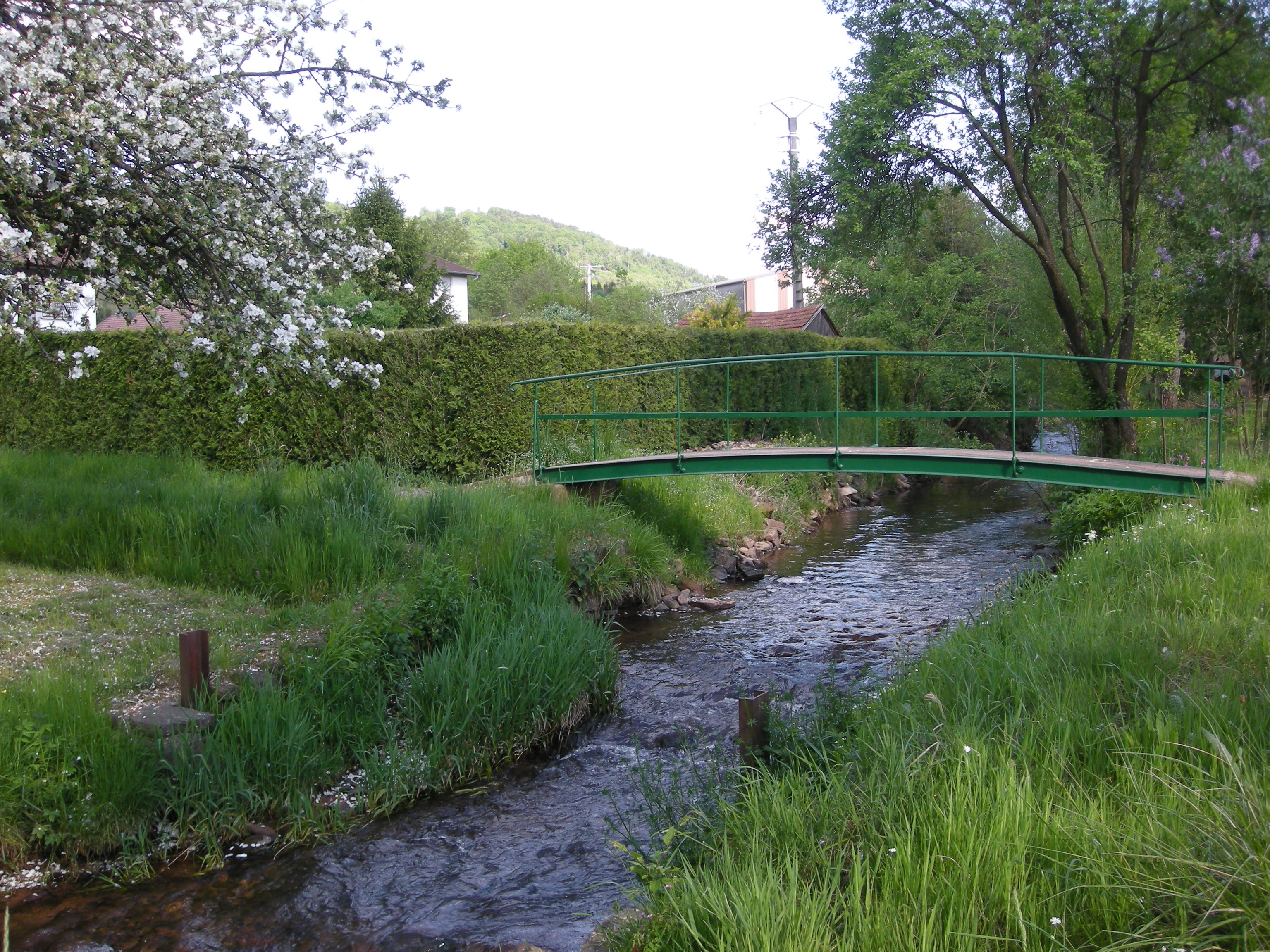
Le Hure à Denipaire.
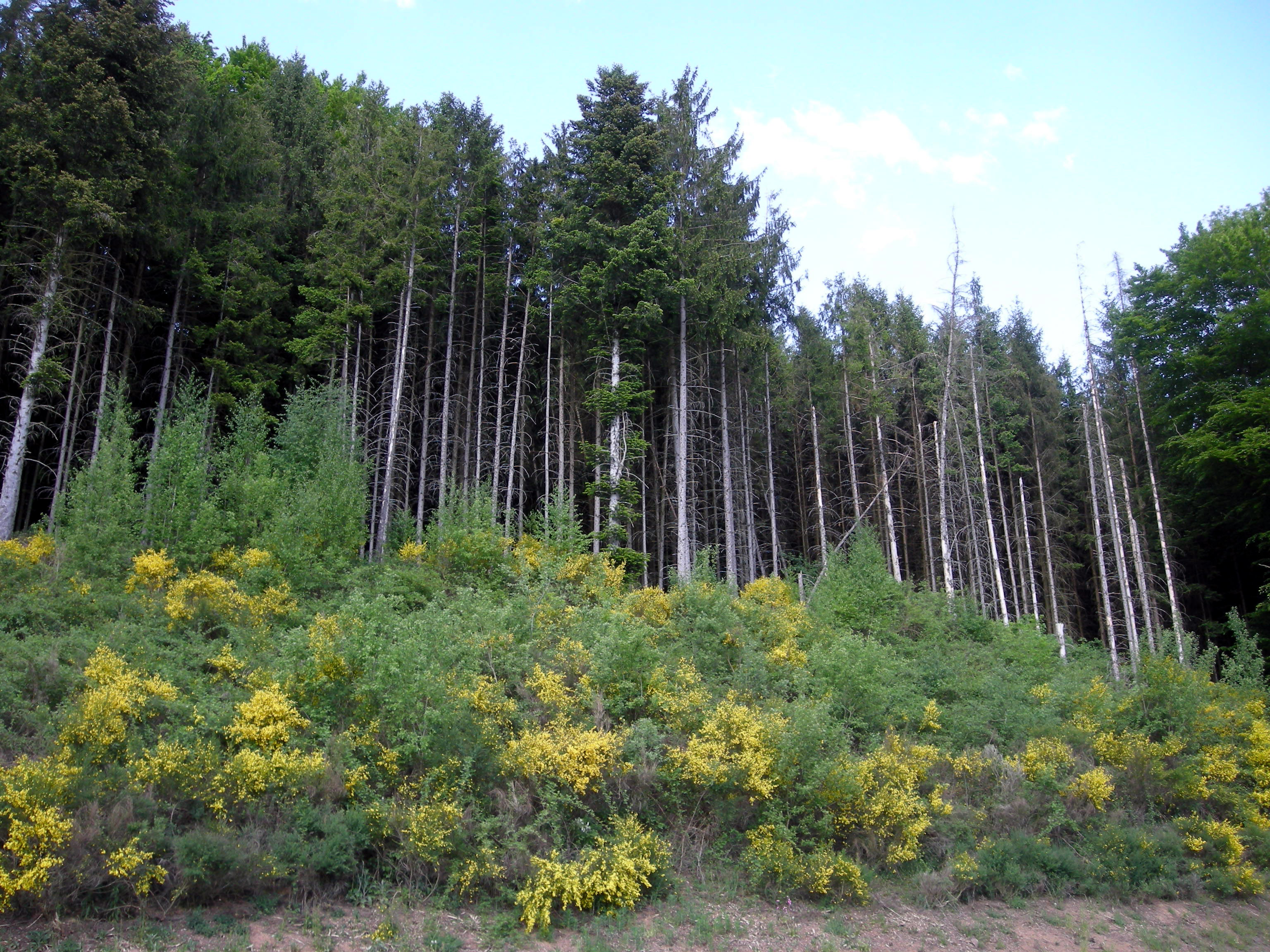
Genêts en fleur à la sortie de Denipaire.

- La commune est sans église car elle fait toujours partie de la paroisse d'Hurbache. Début 2017, la commune est « réputée sans clochers »[34].
- Jardin de Denyse et Alain Villeroy de Galhau, jardin privé : plus de 100 variétés de roses, jardin de marécages, hydrangéas[35].
- Plaque de cocher[36].
- Monument aux morts[37].
- Patrimoine architectural rural recensé par l'Inventaire général du patrimoine culturel[38],[39],[40],[41].

### Personnalités liées à la commune
- Auguste Strarbach[42].
- Prosper Strarbach[43].

## Pour approfondir